# 步步穩
步步穩（英語：Able One），是一匹曾在澳洲和香港出賽的已退役賽駒，來港後練馬師是約翰摩亞，為2009/2010馬季最佳一哩馬，以及2011/2012馬季終身成就獎得主。競賽生涯中三勝國際一級賽。

## 競賽生涯

### 澳洲
在2004年度紐西蘭全國周歲馬拍賣會上以19萬紐元賣出，成為拍賣會該日最高身價的馬匹，其後被另一名馬販以27萬紐元賣出。2005年9月7日在澳洲肯德百里馬場勝出一場1250米處女馬賽事後，馬匹被運至香港作賽。

### 香港

#### 2005-06年馬季
步步穩馬匹香港評分為71分。在2006年1月25日首次出賽，結果僅負於上浦福將跑獲一席亞軍。2月19日在第三班的1400米賽事取得在香港首場勝利。3月26日的二班1400米賽事中成為大熱門，最終取得季軍而回。4月23日在第二班1600米賽事中成為大熱，在未能超越糖果精英之餘，更被其他馬超越，以第五名過終點。5月7日在二班1600米賽事重用跟前跑法，立即跑回好表現，馬匹從外望空，最終取得勝利。馬匹原定在5月28日角逐第二班1600米比賽，但是由於馬匹右後腳不良於行而無緣參戰。馬匹在9月12日通過香港賽馬會獸醫檢驗。

#### 2006-07年馬季
2007年2月4日步步穩復出，在一場田草1400米賽事以第七名完成。再於2月19日改配蘇銘倫後，取得一場勝利，因為獲得角逐香港打吡大賽的資格，3月18日在香港打吡大賽上陣，邀請白德民來港策騎，在被看淡的情況下跑入一席第四。其後角逐精英碟，成為大熱門，卻包尾而回，騎師冼文諾被馬會問話。終於在4月29日取得第一場分級賽勝利，在冠軍一哩全程領放，直路力拒其他對手超越，以這個優勢率先帶到終點。其後馬匹被安排遠征參與日本東京競馬場舉行的安田紀念賽，排在大外檔的牠成功在起步後取得領先優勢，但在直路反應一般，跑第十二名而回。

#### 2007-08年馬季
在這個馬季，步步穩正值低潮。雖然在10月1日首場比賽國慶盃跑第五。但在三級賽沙田錦標面對眾多曾角逐一級賽好手下大敗而回。接著在香港一哩錦標只能跑第九，但仍獲香港一哩錦標的參賽資格，結果在十三匹馬中只能跑第十而回。2008年1月1日角逐華商會挑戰盃，仍然無起色，只得十三名。其後在董事盃以第五名完成。相隔三個月後角逐冠軍一哩賽，只得第九名。終於步步穩在6月15日舉行的三級賽精英盃表現回勇，馬匹跟隨紙醉金迷帶出，在直路取得領先優勢，一直都沒有其他馬試圖威脅牠，結果爆冷以兩個多馬位取勝。

#### 2008-09年馬季
第一場賽事是香港短途錦標預賽，在嫌短的路程下仍能跑回一席第四。然後在香港一哩錦標僅負於破場地紀錄的好爸爸奪得亞軍。不過當馬匹正在準備角逐董事盃前馬匹受傷，長時間未能通過香港賽馬會獸醫檢驗，直至來季才能康復。

#### 2009-10年馬季
步步穩康復後，第一場賽事為2009年10月25日精英碗，結果跑第六而回。其後在香港一哩錦標預賽中成為賽事次熱門，不過馬匹在終段未能發力，未能成功從馬群中突圍，結果跑第四。2010年1月31日角逐董事盃跑第六。2月28日增程出戰香港金盃，騎師勞愛德讓馬匹在起步時留後，但是全程表現一般，最終包尾而回，馬匹跑法問題賽後被馬會董事問話。4月4日角逐二級賽主席錦標，練馬師指定由馬房騎師白德民策騎，結果在半冷下不負重望，在轉彎後順利帶出，雖然最終受到好先生的挑戰，但仍以馬頸位優勢勝出。三星期後第三次角逐冠軍一哩賽，跑法幾乎與勝出主席錦標時相同，最後以接近一個馬位優勢帶回終點，終於相隔三年後，再次贏得此賽事冠軍。原定馬匹再次角逐安田紀念賽，但約翰摩亞專心讓同馬房的鳥語花香準備新加坡及英國賽事，最終取消日本的遠征計劃。
大摩步步穩角逐香港三級賽精英盃，在直路順利拔出，最後雖然受到率先突圍的雅雪挑戰，對手未能作出進一步威脅，相隔兩年再次勝出此賽事。

#### 2010-11年馬季
步步穩第一場賽事是國慶盃，直路未能趕過三歲馬的天久，被帶離三個馬位跑第二而回。接著在沙田錦標跑第三而回。然後在馬會一哩錦標，輕鬆一放到底勝出。原定步步穩角逐三星期後舉行的香港一哩錦標，賽前更成為大熱門，但馬匹到在沙圈亮相後，於閘前未能通過獸醫檢驗而被迫退出比賽。
在冠軍一哩賽前，以洋紫荊短途錦標為熱身，只能以第八名完成。冠軍一哩賽因狀態不足，直路乏力，只能以第十三名完成。之後以沙田銀瓶，在被忽視下以第七名完成。接著在精英盃中以第五名完成。

#### 2011-12年馬季
步步穩在第一場沙田錦標被忽視下力抗其他對手取得一席第四。在馬會一哩錦標成為次熱門，但是在直路上乏力，以第八名完成。其後出戰香港一哩錦標，沿途守於勁飛寶三個馬位後的第二位，末段藉勁飛寶力弱之時加速上前，終點前抗衡都市風光及軍事攻略的衝刺，以九歲高齡勇奪冠軍。獨贏派彩高達668.50港元。其後在董事盃未能順利領放下以第九名完成。小休過後，角逐女皇銀禧紀念盃，在守在前列下，以第七名完成。在冠軍一哩賽最後200米被其他馬超越，但仍能以第五名完成，在此場賽事後退役。在7月15日舉行的冠軍人馬獎中，獲頒發終身成就獎，以表揚牠在競賽生涯的成就。

## 詳細賽績
| 日期       | 馬場     | 距離   | 級別 | 賽事名稱          | 負重（磅） | 騎師   | 名次/出馬 | 時間    | 與頭馬距離 | 冠軍（亞軍） |
| ---------- | -------- | ------ | ---- | ----------------- | ---------- | ------ | --------- | ------- | ---------- | ------------ |
| 7/9/2005   | 肯德百里 | 草1250 |      | 三歲處女馬賽      | 56.5公斤   | 布文   | 1/12      | 1:14.61 | 短頸       | (Posadas)    |
| 25/1/2006  | 沙田     | 草1400 |      | 第三班讓賽        | 123        | 桑迪斯 | 2/14      | 1:22.2  | 短馬頭     | 上浦福星     |
| 19/2/2006  | 沙田     | 草1400 |      | 第三班讓賽        | 127        | 蘇銘倫 | 1/14      | 1:22.6  | 1-3/4      | （耀目）     |
| 26/3/2006  | 沙田     | 草1400 |      | 第二班讓賽        | 120        | 蘇銘倫 | 3/14      | 1:23.4  | 2-1/4      | 另具一格     |
| 26/4/2006  | 沙田     | 草1600 |      | 第二班讓賽        | 117        | 鄧迪   | 5/14      | 1:36.0  | 2-3/4      | 糖果精英     |
| 7/5/2006   | 沙田     | 草1600 |      | 第二班讓賽        | 118        | 杜利萊 | 1/12      | 1:35.0  | 3/4        | （駕進）     |
| 4/2/2007   | 沙田     | 草1600 |      | 第一班讓賽        | 115        | 高雅志 | 7/12      | 1:24.0  | 6          | 再戰群雄     |
| 20/2/2007  | 沙田     | 草1600 |      | 第二班讓賽        | 123        | 蘇銘倫 | 1/13      | 1:35.3  | 2          | （五穀豐收） |
| 18/3/2007  | 沙田     | 草2000 | HKG1 | 香港打吡大賽      | 126        | 白德民 | 4/14      | 2:03.2  | 1-3/4      | 活力金剛     |
| 9/4/2007   | 沙田     | 草1800 | HKG3 | 匯豐卓越理財碟    | 113        | 冼文諾 | 5/5       | 1:48.3  | 4-3/4      | 小武士       |
| 29/4/2007  | 沙田     | 草1600 | G1   | 冠軍一哩賽        | 126        | 靳能   | 1/9       | 1:34.5  | 1-1/4      | （勝利飛駒） |
| 3/6/2007   | 東京     | 草1600 | GI   | 安田紀念賽        | 58公斤     | 郭能   | 12/18     | 1:33.2  | 5-3/4      | 大和主將     |
| 1/10/2007  | 沙田     | 草1400 | HKG3 | 國慶盃            | 131        | 潘頓   | 5/14      | 1:20.7  | 1-1/4      | 勁闖         |
| 21/10/2007 | 沙田     | 草1600 | HKG3 | 沙田錦標          | 126        | 潘頓   | 12/14     | 1:33.8  | 4-3/4      | 紙醉金迷     |
| 17/11/2007 | 沙田     | 草1600 | HKG2 | 香港一哩錦標預賽  | 128        | 冼文諾 | 9/11      | 1:34.0  | 5-1/4      | 好爸爸       |
| 9/12/2007  | 沙田     | 草1600 | G1   | 香港一哩錦標      | 126        | 靳能   | 10/13     | 1:35.9  | 9          | 好爸爸       |
| 1/1/2008   | 沙田     | 草1400 | HKG3 | 華商會挑戰盃      | 129        | 戴勝   | 12/14     | 1:22.7  | 6-1/4      | 零用錢       |
| 20/1/2008  | 沙田     | 草1600 | HKG1 | 董事盃            | 126        | 薄奇能 | 5/8       | 1:34.9  | 3-3/4      | 好爸爸       |
| 27/4/2008  | 沙田     | 草1600 | G1   | 冠軍一哩賽        | 126        | 冼毅力 | 9/10      | 1:34.9  | 8-3/4      | 好爸爸       |
| 18/5/2008  | 沙田     | 草1600 |      | 亞洲電視盃（1班） | 129        | 冼文諾 | 7/12      | 1:35.0  | 3-1/4      | 時尚風采     |
| 15/6/2008  | 沙田     | 草1400 | HKG3 | 精英盃            | 125        | 潘頓   | 1/14      | 1:21.5  | 2-3/4      | （心中有理） |
| 23/11/2008 | 沙田     | 草1200 | HKG2 | 香港短途錦標預賽  | 123        | 潘頓   | 4/12      | 1:08.43 | 1-1/2      | 安畋         |
| 14/12/2008 | 沙田     | 草1600 | G1   | 香港一哩錦標      | 126        | 白德民 | 2/14      | 1:33.09 | 2-1/2      | 好爸爸       |
| 25/10/2009 | 沙田     | 草1200 | HKG3 | 精英碗            | 132        | 韋健仕 | 6/14      | 1:09.27 | 1-1/2      | 創惑         |
| 22/11/2009 | 沙田     | 草1600 | HKG2 | 香港一哩錦標預賽  | 123        | 白德民 | 4/10      | 1:34.92 | 1-1/2      | 友誼至上     |
| 13/12/2009 | 沙田     | 草1600 | G1   | 香港一哩錦標      | 126        | 柏寶   | 8/14      | 1:35.14 | 3-1/2      | 好爸爸       |
| 31/1/2010  | 沙田     | 草1600 | HKG1 | 董事盃            | 126        | 巫斯義 | 6/12      | 1:34.19 | 1-1/2      | 友誼至上     |
| 28/2/2010  | 沙田     | 草2000 | HKG1 | 香港金盃          | 126        | 勞愛德 | 11/11     | 2:02.65 | 6-1/2      | 閒話一句     |
| 4/4/2010   | 沙田     | 草1600 | HKG2 | 主席錦標          | 123        | 白德民 | 1/11      | 1:34.57 | 頸位       | （好先生）   |
| 25/4/2010  | 沙田     | 草1600 | G1   | 冠軍一哩賽        | 126        | 白德民 | 1/12      | 1:33.66 | 3/4        | （友誼至上） |
| 16/6/2010  | 沙田     | 草1400 | HKG3 | 精英盃            | 129        | 白德民 | 1/14      | 1:21.74 | 1-1/2      | （雅雪）     |
| 1/10/2010  | 沙田     | 草1400 | HKG3 | 國慶盃            | 133        | 白德民 | 2/14      | 1:21.01 | 3-3/4      | 天久         |
| 24/10/2010 | 沙田     | 草1600 | HKG3 | 沙田錦標          | 133        | 白德民 | 2/14      | 1:33.70 | 3/4        | 自由好       |
| 21/11/2010 | 沙田     | 草1600 | G2   | 馬會一哩錦標      | 128        | 白德民 | 1/12      | 1:34.37 | 3/4        | （自由好）   |
| 9/4/2011   | 沙田     | 草1000 | HKG3 | 洋紫荊短途錦標    | 133        | 白德民 | 8/11      | 56.75   | 5-1/2      | 金德寶       |
| 25/4/2011  | 沙田     | 草1600 | G1   | 冠軍一哩賽        | 126        | 岳禮華 | 13/14     | 1:35.51 | 5          | 軍事攻略     |
| 29/5/2011  | 沙田     | 草1200 | HKG3 | 沙田銀瓶          | 133        | 杜利萊 | 7/14      | 1.09.41 | 2-1/4      | 點心         |
| 19/6/2011  | 沙田     | 草1400 | HKG3 | 精英盃            | 133        | 杜利萊 | 5/10      | 1.21.14 | 2-1/2      | 川河勁駒     |
| 30/10/2011 | 沙田     | 草1600 | HKG2 | 沙田錦標          | 133        | 郭立基 | 4/14      | 1:34.96 | 1-1/4      | 加州萬里     |
| 20/11/2011 | 沙田     | 草1600 | G2   | 馬會一哩錦標      | 123        | 白德民 | 8/12      | 1:35.36 | 3          | 卡達聖       |
| 11/12/2011 | 沙田     | 草1600 | G1   | 香港一哩錦標      | 126        | 勞愛德 | 1/14      | 1:33.98 | 頸位       | (都市風光)   |
| 28/1/2012  | 沙田     | 草1600 | HKG1 | 董事盃            | 126        | 白德民 | 9/14      | 1:35.88 | 6          | 雄心威龍     |
| 4/3/2012   | 沙田     | 草1400 | HKG1 | 女皇銀禧紀念盃    | 126        | 勞愛德 | 7/11      | 1:22.14 | 5-1/4      | 天久         |
| 1/4/2012   | 沙田     | 草1600 | HKG2 | 主席錦標          | 128        | 勞愛德 | 3/9       | 1:34.53 | 1/2        | 讚惑         |
| 6/5/2012   | 沙田     | 草1600 | G1   | 冠軍一哩賽        | 126        | 勞愛德 | 5/14      | 1:35.44 | 1-1/4      | 軍事攻略     |

## 血統背景
父系十字灣角是英國出生的馬匹，以短途及一哩賽為主，以一哩成績最好，主要勝出賽事為一級賽樂景傑錦標，配種後取得不錯的成績。母系Gardenia出自丹山，未曾出賽，步步穩是此馬的第四胎。此外步步穩全姊是2001年出生Florilegium，牠曾經勝出紐西蘭舉行表列賽以及在三級賽跑亞軍。